# Monarquía de Noruega

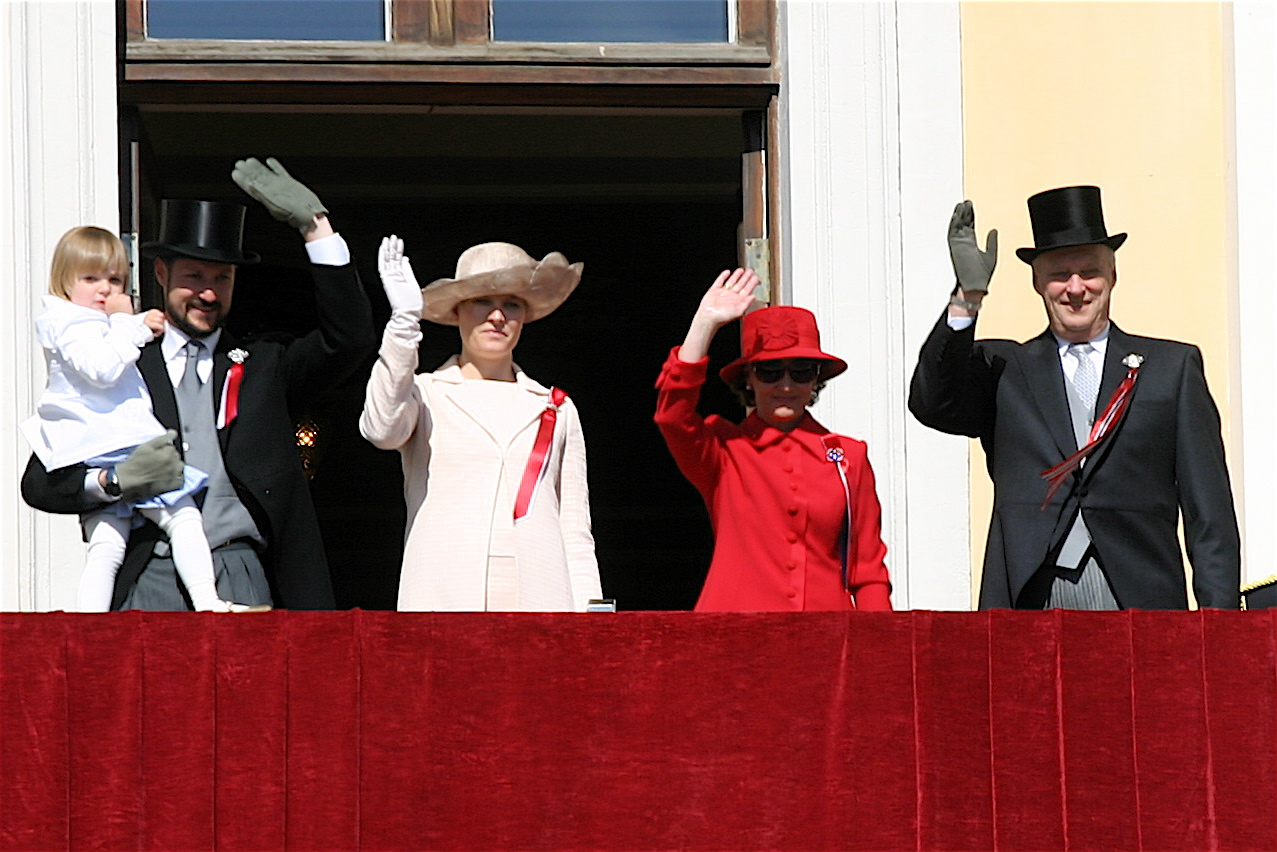
La familia real Noruega en 2007, de izquierda a derecha: la princesa Ingrid Alexandra, el príncipe heredero, la princesa heredera, la reina Sonia y el rey Harald V

El monarca noruego es el jefe de Estado de Noruega, que es una monarquía constitucional y hereditaria con un sistema parlamentario. La monarquía noruega puede rastrear su línea hasta el reinado de Harald Fairhair y los pequeños reinos anteriores que se unieron para formar Noruega; ha estado unido tanto con Suecia como con Dinamarca durante largos períodos.
El monarca actual es el rey Harald V, que ha reinado desde el 17 de enero de 1991, sucediendo a su padre, Olaf V. El heredero aparente es su único hijo, el príncipe heredero Haakon. El príncipe heredero asume diversas funciones ceremoniales públicas, al igual que la esposa del rey, la reina Sonia. El príncipe heredero también actúa como regente en ausencia del rey. Hay varios otros miembros de la familia real, incluida la hija, los nietos y la hermana del rey. Desde la disolución de la unión entre Suecia y Noruega y la posterior elección de un príncipe danés como rey Haakon VII en 1905, la casa real reinante de Noruega ha sido una rama de la rama Schleswig-Holstein-Sonderburg-Glücksburg de la Casa de Oldemburgo.
Si bien la Constitución de Noruega otorga importantes poderes ejecutivos al rey, casi siempre los ejerce el Consejo de Estado en nombre del rey (Consejo del Rey o gabinete). Formalmente, el rey designa al gobierno de acuerdo con su propio juicio, pero la práctica parlamentaria ha existido desde 1884. La práctica constitucional ha reemplazado el significado de la palabra rey en la mayoría de los artículos de la constitución del rey personalmente al gobierno electo. Los poderes conferidos al monarca son significativos, pero se tratan solo como poderes de reserva y como una parte importante de seguridad del papel de la monarquía.
El rey no tiene, por convención, participación directa en el gobierno. Ratifica leyes y resoluciones reales, recibe y envía enviados desde y hacia países extranjeros y recibe visitas de estado. Tiene una influencia más tangible como símbolo de la unidad nacional. El discurso anual de Nochevieja es una ocasión en la que el rey tradicionalmente plantea cuestiones negativas. El rey es también comandante supremo de las Fuerzas Armadas Noruegas y gran maestre de la Orden de San Olaf y de la Real Orden del Mérito. El ya rey no tiene un papel oficial en la Iglesia de Noruega, pero la Constitución requiere que sea miembro.

## Historia
El cargo de rey de Noruega ha estado en existencia continua desde la unificación de Noruega en 872. Aunque Noruega ha sido oficialmente un Reino hereditario a lo largo de ese tiempo, ha habido varios casos de sucesión electiva: más recientemente, el pueblo de Noruega confirmó electoralmente la adhesión de Haakon VII al cargo de rey a través del plebiscito de 1905. En los últimos años, los miembros del Partido de la Izquierda Socialista han propuesto la abolición de la monarquía durante cada nueva sesión del Parlamento de Noruega, aunque sin ninguna probabilidad de éxito. Esto otorga a la monarquía noruega el estatus único de ser una familia real elegida popularmente y de recibir confirmaciones formales regulares de apoyo del Storting.

### Reino germánico
Antes y en la primera fase de la era vikinga, Noruega estaba dividida en varios reinos más pequeños. Se cree que estos siguieron la misma tradición que otras monarquías germánicas de la época: el rey solía ser elegido por los agricultores de alto rango de la zona y servía principalmente como juez en las asambleas populares, como sacerdote con motivo de los sacrificios y como líder militar en tiempos de guerra.
Harald Fairhair fue el primer rey de Noruega. La fecha de la primera formación de un reino noruego unificado se establece en 872 cuando derrotó a los últimos reyezuelos que se resistieron a él en la batalla de Hafrsfjord; sin embargo, la consolidación de su poder tomó muchos años. Los límites del reino de Fairhair no eran idénticos a los de la actual Noruega y, tras su muerte, la realeza se compartió entre sus hijos. Algunos historiadores enfatizan el control monárquico real sobre el país y afirman que Olaf II, alias San Olaf, que reinó desde 1015 hasta 1028, fue el primer rey en controlar todo el país. En general, se considera que Olaf fue la fuerza impulsora detrás de la conversión final de Noruega al cristianismo. Además, en 1031 fue reverenciado como Rex Perpetuus Norvegiae ("Rey Eterno de Noruega") y, posteriormente, la Ley de Sucesión de 1163 estableció que todos los reyes después del hijo de Olaf II, Magnus I, no eran monarcas independientes, sino vasallos que tenían a Noruega como un feudo de San Olaf.

### Edad Media
Noruega continental durante el reinado de San Olav ca. 1020 d. C. Las Finnmarken ("Marchas de los Sami"), la mayoría de las cuales rindieron homenaje a los reyes de Noruega, se muestran en rosa.
En los siglos XII y XIII, el reino noruego estaba en su apogeo geográfico y cultural. El reino incluía Noruega (incluidas las ahora provincias suecas de Jemtland, Herjedalen, Særna, Idre y Båhuslen), Islandia, las Islas Feroe, Groenlandia, Shetland, Orkney y otras áreas más pequeñas de las islas británicas. El rey mantuvo relaciones diplomáticas con la mayoría de los reinos europeos y formó alianzas con Escocia y Castilla, entre otros. Se construyeron grandes castillos como la Fortaleza de Bergenhus y catedrales, siendo la principal la Catedral de Nidaros.
En la tradición de la monarquía germánica, el rey debía ser elegido por una asamblea representativa de nobles. Los hombres elegibles para la elección tenían que ser de sangre real; pero el hijo mayor del rey anterior no fue elegido automáticamente. Durante la era de la guerra civil, las leyes de sucesión poco claras y la práctica de compartir el poder entre varios reyes simultáneamente dieron a los conflictos personales el potencial de convertirse en guerras en toda regla. A lo largo de los siglos, los reyes consolidaron su poder y, finalmente, una estricta ley de sucesión convirtió a Noruega en un reino principalmente hereditario. En la práctica, el rey fue elegido por el Riksråd de manera similar a Dinamarca. Se adhirió a un handfæstning y gobernó en el consejo de nobles noruegos de acuerdo con las leyes existentes.
Después de la muerte de Haakon VI de Noruega en 1380, su hijo Olav IV de Noruega sucedió en los tronos de Noruega y Dinamarca y también fue elegido rey de Suecia. Después de su muerte a la edad de 17 años, su madre Margrethe unió los tres reinos escandinavos en unión personal bajo una corona, en la Unión de Kalmar. La muerte de Olav extinguió la línea real masculina noruega; también fue el último rey noruego en nacer en suelo noruego durante los siguientes 567 años.
La Peste Negra de 1349-1351 contribuyó al declive de la monarquía noruega, ya que las familias nobles y la población en general se vieron gravemente afectadas. Pero el factor más devastador para la nobleza y la monarquía en Noruega fue la fuerte caída en los ingresos de sus posesiones. Muchas granjas quedaron desiertas y los alquileres y los impuestos sufrieron. Esto dejó a la monarquía noruega debilitada en mano de obra, apoyo noble, defensa y poder económico.